# 大阪府都市開発100系電車
大阪府都市開発100系電車（おおさかふとしかいはつ100けいでんしゃ）は、1970年（昭和45年）から大阪府都市開発（後の泉北高速鉄道）が導入した通勤形電車である。

## 概要
泉北高速鉄道線の開業に備えて1970年（昭和45年）から製造された車両で、1971年（昭和46年）4月の開業と同時に営業運転を開始した。その後、1973年（昭和48年）まで製造が続けられた。
南海電気鉄道高野線との相互直通運転を行うため、車両の仕様は同社が当時高野線で導入を進めていた6100系に準じたものとなっている。
1995年（平成7年）から廃車が始まり、2000年（平成12年）3月に全廃された。
全車両が東急車輛製造で製造されたが、初期に製造された16両は大阪製作所（旧：帝國車輛工業）で製造され、これらの車両は大阪製作所で製造された最後の鉄道車両となった。

## 構造
南海6100系の仕様を基本としていたが、製造コスト軽減などの理由で一部の部分に異なる点があった。

### 車体
南海6100系に準じた4扉20 m車体であるが、南海6100系がオールステンレス車体であるのに対してセミステンレス車体となっている。製造当時の泉北高速鉄道は第三セクターであり、この時点で製造特許を持つ東急車輛との一社独占契約となってしまうオールステンレス車体が入札公平性の観点から採用出来なかったためである。6100系同様に外板はバッド社スタイルのコルゲートが付けられている。
前面デザインは6100系と異なる切妻構造で、乗務員室側前面の隅には丸みが付けられている。それ以外の車体の隅は直線的に処理され全体に角張っている。前面の貫通扉とその上部はライトブルーに塗装されている。また前面の前照灯は6100系と同位置にあるが、6100系にある前照灯枠はない。
車号標記は南海電気鉄道の車両と同様に飾り文字が用いられている。なお後継の3000系以降の系列の車号標記はゴシック体に変更されている。
冷房装置は、製造当初から冷房付き（一部は冷房準備工事車として製造）とされた6100系とは違い、100系では搭載されなかった。のちに冷房化改造を受けている（後述）。

### 主要機器
台車は6100系に採用されているパイオニアIII台車ではなく、S型ミンデン式の FS-379（電動車）・FS-079（制御車・付随車）である。電動車にMG（電動発電機）およびCP（電動空気圧縮機）を搭載する。
パンタグラフは6100系のような下枠交差型パンタグラフではなく、菱形パンタグラフである。

## 形式
- 100形：制御電動車（Mc、101 - 111・113・115・117・119）
- 500形：付随車（T、501 - 510）
- 580形：制御車（Tc、582・584・586・588・590）

## 編成表
4両編成×5本、2両編成×5本の計30両が製造された。当初は4両編成×4本で使用を開始したが、1972年（昭和47年）12月の6両運転開始時に2両編成が製造されて6両で運用されるようになった。1973年（昭和48年）の栂・美木多駅延伸でさらに6両が製造され、6両編成×5本体制となった。1975年（昭和50年）11月のダイヤ改正で8両編成運転を開始した際、8両編成×3本と6両編成×1本に組み替えられた。
| ← 難波・中百舌鳥和泉中央 → | ← 難波・中百舌鳥和泉中央 → | ← 難波・中百舌鳥和泉中央 → | ← 難波・中百舌鳥和泉中央 → | ← 難波・中百舌鳥和泉中央 → | ← 難波・中百舌鳥和泉中央 → | ← 難波・中百舌鳥和泉中央 → | ← 難波・中百舌鳥和泉中央 → | ← 難波・中百舌鳥和泉中央 → |
| -------------------------- | -------------------------- | -------------------------- | -------------------------- | -------------------------- | -------------------------- | -------------------------- | -------------------------- | -------------------------- |
| 形式                       | ◇ 100形 （Mc）             | 500形 （T）                | 500形 （T）                | ◇ 100形 （Mc）             | 竣工                       | 次車区分                   | 廃車                       | 備考                       |
| 車両番号                   | 101                        | 501                        | 502                        | 102                        | 1970年                     | 1次車                      | 1995/03/31                 |                            |
| 車両番号                   | 103                        | 503                        | 504                        | 104                        | 1970年                     | 1次車                      | 1996/11/22                 |                            |
| 車両番号                   | 105                        | 505                        | 506                        | 106                        | 1970年                     | 1次車                      | 1997/03/19                 |                            |
| 車両番号                   | 107                        | 507                        | 508                        | 108                        | 1970年                     | 1次車                      | 1998/06/27                 |                            |
| 車両番号                   | 109                        | 509                        | 510                        | 110                        | 1973年                     | 3次車                      | 2000/03/02                 |                            |

| ← 難波・中百舌鳥和泉中央 → | ← 難波・中百舌鳥和泉中央 → | ← 難波・中百舌鳥和泉中央 → | ← 難波・中百舌鳥和泉中央 → | ← 難波・中百舌鳥和泉中央 → | ← 難波・中百舌鳥和泉中央 → | ← 難波・中百舌鳥和泉中央 → |
| -------------------------- | -------------------------- | -------------------------- | -------------------------- | -------------------------- | -------------------------- | -------------------------- |
| 形式                       | ◇ 100形 （Mc）             | 580形 （Tc）               | 竣工                       | 次車区分                   | 廃車                       | 備考                       |
| 車両番号                   | 111                        | 582                        | 1972年                     | 2次車                      | 1996/11/22                 |                            |
| 車両番号                   | 113                        | 584                        | 1972年                     | 2次車                      | 2000/03/02                 |                            |
| 車両番号                   | 115                        | 586                        | 1972年                     | 2次車                      | 2000/03/02                 |                            |
| 車両番号                   | 117                        | 588                        | 1972年                     | 2次車                      | 2000/03/02                 |                            |
| 車両番号                   | 119                        | 590                        | 1973年                     | 3次車                      | 1998/07/15                 |                            |

| ← 難波・中百舌鳥和泉中央 → | ← 難波・中百舌鳥和泉中央 → | ← 難波・中百舌鳥和泉中央 → | ← 難波・中百舌鳥和泉中央 → | ← 難波・中百舌鳥和泉中央 → | ← 難波・中百舌鳥和泉中央 → | ← 難波・中百舌鳥和泉中央 → | ← 難波・中百舌鳥和泉中央 → |
| -------------------------- | -------------------------- | -------------------------- | -------------------------- | -------------------------- | -------------------------- | -------------------------- | -------------------------- |
| 形式                       | ◇ 100形 （Mc）             | 500形 （T）                | 500形 （T）                | ◇ 100形 （Mc）             | +                          | ◇ 100形 （Mc）             | 580形 （Tc）               |
| 車両番号                   | 101                        | 501                        | 502                        | 102                        | +                          | 111                        | 582                        |
| 車両番号                   | 103                        | 503                        | 504                        | 104                        | +                          | 113                        | 584                        |
| 車両番号                   | 105                        | 505                        | 506                        | 106                        | +                          | 115                        | 586                        |
| 車両番号                   | 107                        | 507                        | 508                        | 108                        | +                          | 117                        | 588                        |
| 車両番号                   | 109                        | 509                        | 510                        | 110                        | +                          | 119                        | 590                        |

## 改造
廃車までの間に、3000系などとのサービスレベル格差解消などを目的として、以下のような多くの改造を受けている。

### 冷房化
1983年（昭和58年）から1986年（昭和61年）にかけて、全30両に対して冷房装置の設置工事が実施された。屋根上に集約分散式の三菱電機製 CU-191P形 を4台、車内天井にローリーファン4台を設置したが、3000系とは異なりダクト方式ではなかった。
冷房化と同時にパンタグラフを下枠交差型のものに交換した。冷房化以前は中百舌鳥・難波側の先頭車のパンタグラフは先頭部寄り（運転台直上）に設置されていたが、冷房化と同時に連結面寄りに移設された。
また冷房化と同時に補助電源としてそれまでの電動車のMGが撤去され、制御車および和泉中央側の付随車にSIV（静止形インバータ）が設置された。

### その他の改造

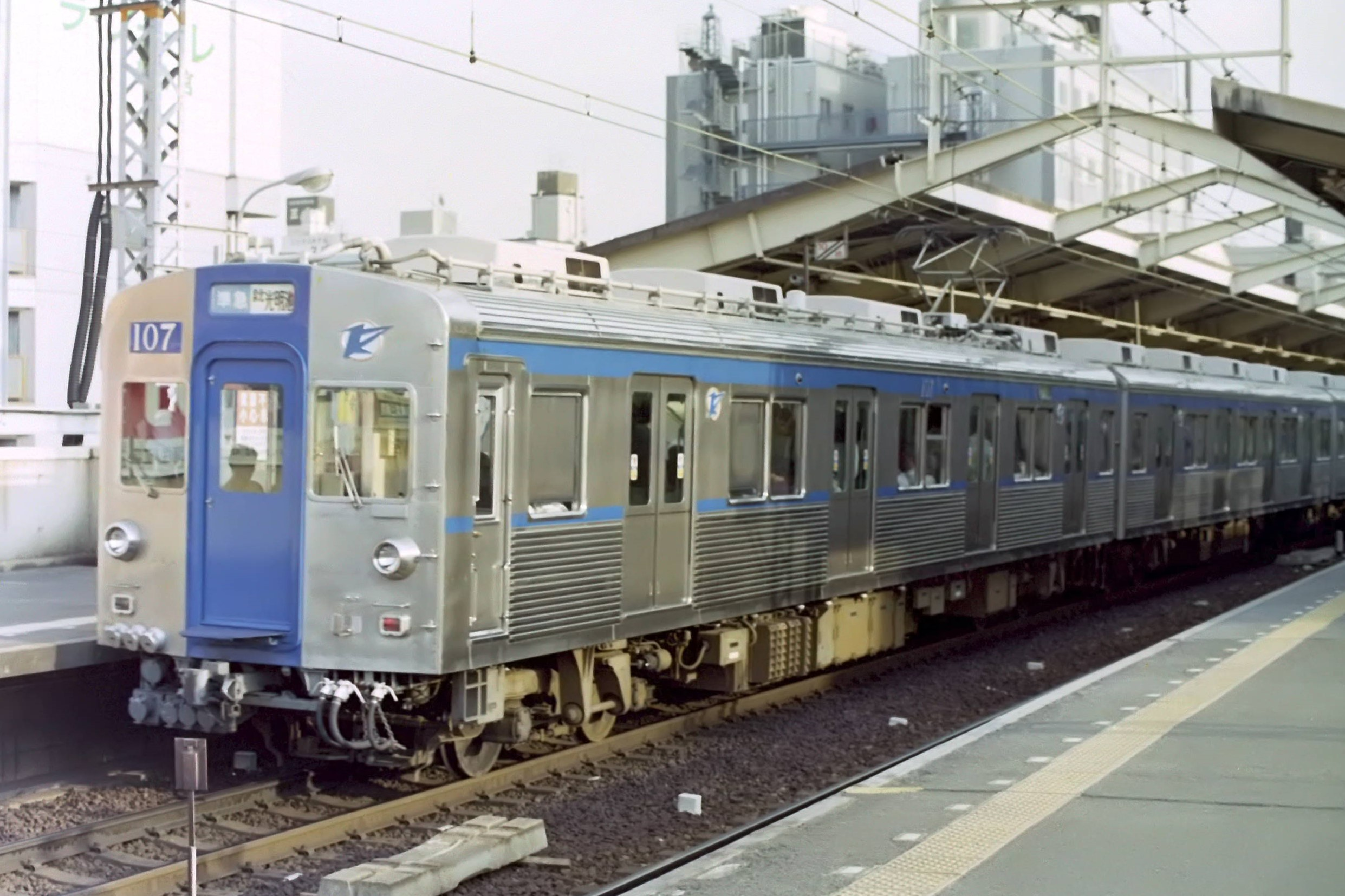
107
(行先表示器設置・前照灯移設後)

- 先頭車の半数強（101 - 105・107・109・110と580形全車）に列車無線が設置された。施工対象外となった先頭車は以後営業運転で先頭に立つことはなかった。
- 1987年（昭和62年）2月から3月にかけて、車両側面にブルーテープが貼り付けられた[7]。
- 1988年（昭和63年）12月から1989年（平成元年）4月にかけて車体側面および列車無線取付済みの先頭車の前面に種別・行先表示器の取り付け工事が実施された。この際に先頭車は前照灯が前面両側下部の腰板部に移設された。
- 1995年（平成7年）に列車種別選別装置をアイデントラ方式からトランスポンダ方式に更新された。

## 運用
製造から廃車まで泉北高速鉄道線内および南海高野線（難波駅 - 三日市町駅間の平坦区間）で使用された。最後まで電気連結器付密着連結器への交換が施工されなかったため基本的に終日6両または8両編成で走る運用に充てられていたが、ごくまれに10両編成で走ることもあった。南海側で車両不足となった際には、同社に貸し出されたこともあった。

## 廃車
1995年（平成7年）の5000系最終増備車の竣工により、同年3月31日付で101+501+502+102が廃車となった。
7000系の登場後は廃車が本格化し、1996年（平成8年）11月22日付で103+503+504+104と111+582が、1997年（平成9年）3月19日付で105+505+506+106が、1998年（平成10年）6月27日付で107+507+508+108が、同年7月15日付で119+590が廃車となり、開業時に製造された1次車が全廃された。残る109-509-510-110と113-584・115-586・117-588の10両は2000年（平成12年）3月2日付で廃車となり、形式消滅した。
廃車後、588が泉ケ丘駅近くにある堺市立ビッグバンの裏側、山を越えた場所に位置する公園「ちょっとバン」にて静態保存されている。塗装は5000系特別デザイン車両「ハッピーベアル」を模した独自のデザインに塗り替えられている。

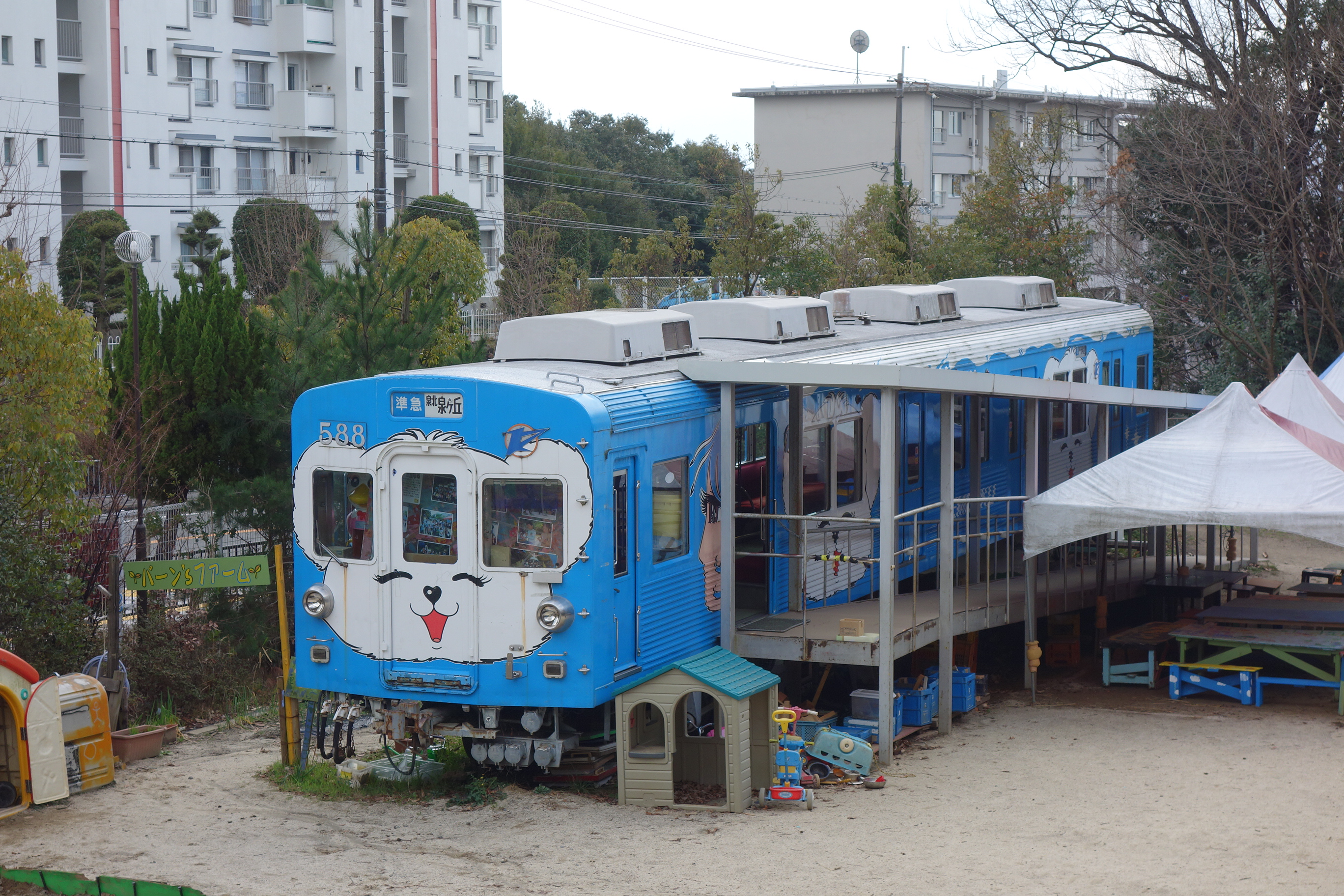
保存されている588
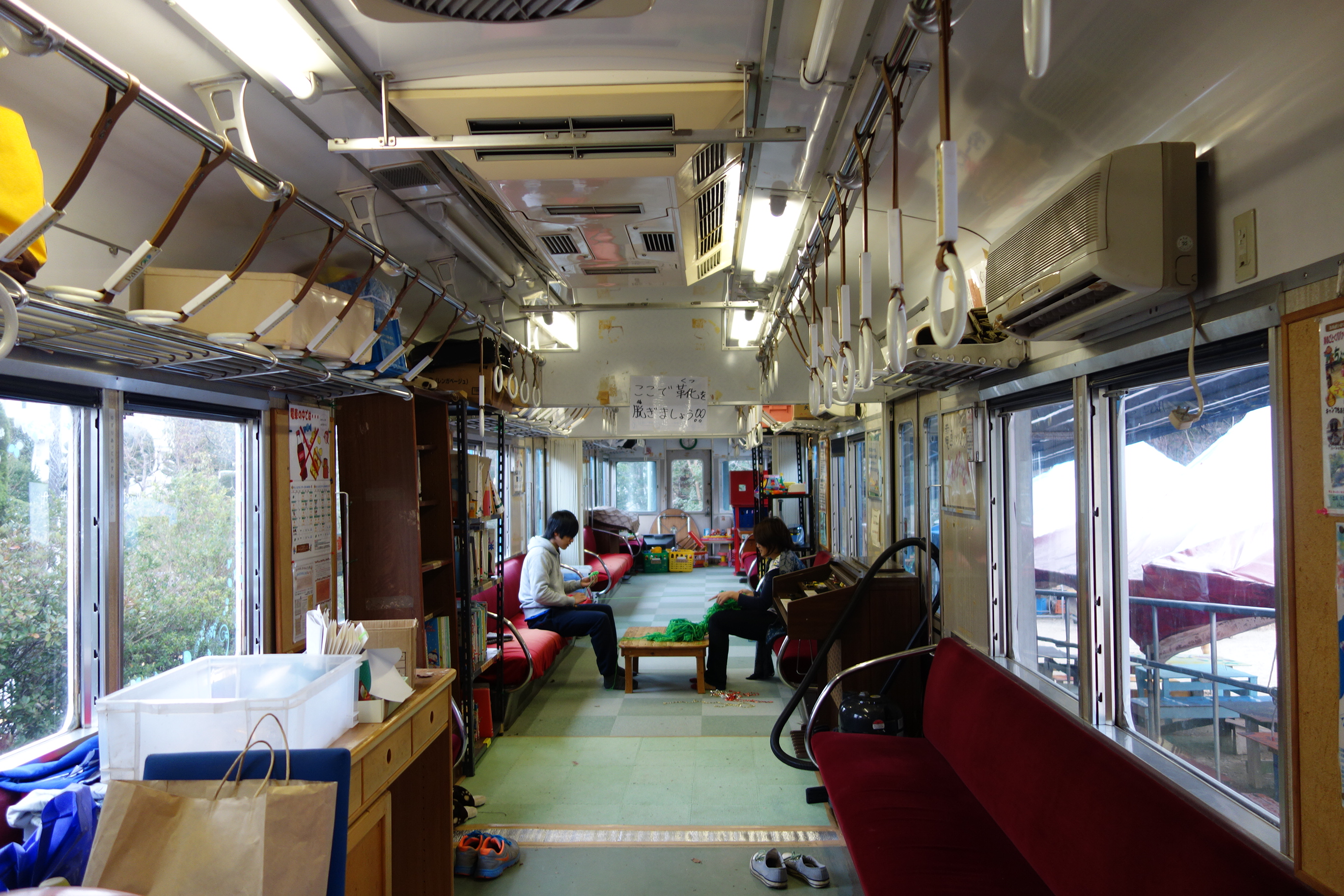
保存車両の車内

ほかの車両はすべて解体されたが、運転台機器の一部が3000系中間車の先頭車化（3000系50番台）に際して転用されたほか、台車は南海電気鉄道に（6100系の6300系化に使用）、冷房装置は高松琴平電気鉄道（600形および700形の冷房化に使用）と上信電鉄（1000形の冷房化に使用）、SIVは富山地方鉄道に譲渡された。